# اتو ولس
اتو ولس (انگلیسی: Otto Wels; ۱۵ سپتامبر ۱۸۷۳ – ۱۶ سپتامبر ۱۹۳۹) سیاست‌مدار اهل آلمان بود. در ۲۳ مارس ۱۹۳۳ وی تنها عضو رایشتاگ بود که بر علیه آدولف هیتلر و قانون تفویض اختیارات ۱۹۳۳ با نام رسمی قانون رفع پریشانی مردم و رایش سخنرانی کرد.